# Маргания, Зураб Бесланович
Зураб Бесланович Маргания (абх. Зураб Беслан-иԥа Маан; род. 25 июля 1969, Новый Афон, Гудаутский район, Абхазская АССР) — абхазский государственный и политический деятель, член Правительства Республики Абхазия; председатель Службы госбезопасности Республики Абхазия (с 29 сентября 2014), генерал-лейтенант.
Выпускник Алма-Атинского высшего пограничного училища КГБ СССР. Также окончил пограничную академию ФСБ Российской Федерации.
Служил в должности заместителя председателя Службы государственной безопасности, а также начальника Пограничного отряда СГБ Республики Абхазии.
29 сентября 2014 года назначен на должность председателя Службы госбезопасности Республики Абхазия.

## Семья
- Родители : отец Маан Беслан Владимирович. мать Барцыц Раиса Бачовна
- Супруга — Фатима Квициния.
- Трое детей — дочь Ярна. Сын Зосхан. Сын Беслан